# Anampses melanurus
Anampses melanurus là một loài cá biển thuộc chi Anampses trong họ Cá bàng chài. Loài này được mô tả lần đầu tiên vào năm 1857.

## Từ nguyên
Từ định danh của loài được ghép bởi hai từ trong tiếng Hy Lạp cổ đại: melanos (μέλανος, "đen") và oura (οὐρά, "đuôi"), hàm ý đề cập đến màu sắc của vây đuôi.

## Phạm vi phân bố và môi trường sống
Ở Ấn Độ Dương, A. melanurus chỉ được biết đến tại rạn san hô Scott ngoài khơi Tây Úc. Ở Tây Thái Bình Dương, từ bờ biển Việt Nam và quần đảo Trường Sa, phạm vi của A. melanurus mở rộng đến khu vực Tam giác San Hô và một số các đảo quốc, quần đảo thuộc châu Đại Dương, xa nhất ở phía đông đến quần đảo Marquises và quần đảo Société, ngược lên phía bắc đến quần đảo Ryukyu và vùng biển phía nam Nhật Bản.
Môi trường sống của A. melanurus là các rạn san hô viền bờ ở độ sâu khoảng từ 12 đến ít nhất là 40 m, nhưng thường được quan sát ở độ sâu khoảng 30 m trở lại.

## Mô tả
A. melanurus có chiều dài cơ thể tối đa được biết đến là 12 cm. Cá đực và cá cái có màu nâu sẫm, vảy có những đốm trắng tạo thành các hàng ngang dọc theo chiều dài cơ thể, nhỏ dần về phía thân sau và biến mất ở cuống đuôi. Đầu cũng lốm đốm các vệt trắng tương tự. Cá đực có thêm một đường sọc màu vàng nhạt dọc theo đường bên. Đốm trắng trên cơ thể cá con không xếp thành hàng.
Anampses lineatus từng được xem là một phân loài của A. melanurus do có kiểu hình khá giống nhau, nhưng có sự khác biệt ở kiểu màu của vây đuôi và sọc đốm trên cơ thể. A. melanurus có một vùng màu vàng tươi bao quanh gốc vây đuôi, thay vì màu trắng như A. lineatus, và A. lineatus có các hàng sọc ngang liền mạch thay vì là các hàng đốm như A. melanurus. A. melanurus có kiểu hình giống với Anampses meleagrides nhất, nhưng vây đuôi của A. meleagrides có màu vàng hoàn toàn.
Số gai ở vây lưng: 9; Số tia vây ở vây lưng: 12; Số gai ở vây hậu môn: 3; Số tia vây ở vây hậu môn: 12.

## Sinh thái học
Thức ăn của A. melanurus là những loài giáp xác nhỏ, nhuyễn thể và giun nhiều tơ. Cá đực có thể sống theo chế độ hậu cung, gồm nhiều con cái cùng sống trong lãnh thổ của nó. Chúng vùi mình xuống nền cát để ngủ vào ban đêm.
A. melanurus đôi khi được đánh bắt trong ngành buôn bán cá cảnh.

### Trích dẫn
- John E. Randall (1972). "A revision of the labrid fish genus Anampses" (PDF). Micronesica. Quyển 8 số 1–2. tr. 151–190.